# Торклус, Фёдор-Эмилий-Карл Иванович
Фёдор-Эмилий-Карл Иванович фон Торклус (19 марта 1858 — ?) — русский военачальник, генерал от инфантерии.

## Биография
Из дворян Витебской губернии. Образование получил в Полоцкой военной гимназии. В службу вступил 1 сентября 1875 года юнкером рядового звания в Николаевское кавалерийское училище, откуда в 1877 году был выпущен прапорщиком в 29-ю артиллерийскую бригаду. Служил в крепостной артиллерии крепости Динамюнде. С 1877 года (с перерывом) — командир роты. Подпоручик (18.12.1878), поручик (20.12.1879), штабс-капитан (за отличие, 15.05.1883).
В чине штабс-капитана фон Торклус был направлен для продолжения военного образования в Николаевскую академию Генерального штаба в Санкт-Петербурге, которую окончил по 1-му разряду в 1887 году, после чего был произведён в капитаны.
Затем некоторое время состоял по Виленскому военному округу без назначения, но уже в феврале 1888 года был назначен старшим адъютантом штаба 27-й пехотной дивизии. В 1891 году произведён в подполковники, и повышен до штаб-офицера для особых поручений при штабе 4-го армейского корпуса. В 1893 году получил должность старшего адъютанта штаба Виленского военного округа. В 1895 году был назначен на должность штаб-офицера при управлении 45-й пехотной резервной бригады. 28 апреля того же года за отличие произведён в полковники.
С 19 мая по 30 сентября 1896 года отбывал цензовое командование батальоном в 113-м пехотном Старорусском полку. В 1898 году стал начальником штаба 45-й пехотной дивизии. В 1903 году — командиром 194-го пехотного резервного Мстиславльского полка. 11 октября 1904 года за отличие произведён в генерал-майоры. Последовательно возглавлял несколько пехотных бригад:
- 11.10.1904 — Командир 1-й бригады 62-й пехотной дивизии.
- 01.08.1906 — Командир 1-й бригады 45-й пехотной дивизии.
- 06.10.1906 — Командир 1-й бригады 27-й пехотной дивизии.

17 октября 1910 года за отличие был произведён в генерал-лейтенанты и назначен начальником 6-й пехотной дивизии. В этой должности встретил начало Первой мировой войны.
Участвовал в провальной для России Восточно-Прусской операции в составе 2-й армии генерала от кавалерии Самсонова. Участвовал с дивизией в боях при Франкенау (10-11.08.1914), при Мюллене (13-15.08.1914). Вышел из окружения со своим штабом, но большую часть личного состава потерял.
Несмотря на это, 31 октября того же года получил под своё командование 15-й армейский корпус. Во главе корпуса принял участие в Таневском сражении в июне 1915 года. За отличие был произведён в генералы от инфантерии (06.12.1916).
16 января 1917 года генерал Торклус был отозван с фронта и назначен членом Военного совета Российской империи. Только 22 сентября 1917 года формально уволен из армии в отпуск, а 21 мая 1918, согласно распоряжению наркомвоена, уволен в отставку совсем.
Дальнейшая судьба неизвестна.

## Награды
- Орден Святого Станислава 3-й степени (1890)
- Орден Святой Анны 3-й степени (1893)
- Орден Святого Станислава 2-й степени (1898)
- Орден Святой Анны 2-й степени (1902)
- Орден Святого Владимира 3-й степени (1906)
- Орден Святого Станислава 1-й степени (1908)
- Орден Святой Анны 1-й степени (06.12.1912)
- Орден Святого Владимира 2-й степени с мечами (ВП 25.12.1915)
- Орден Белого орла с мечами (ВП 06.05.1916)